# Herzberg am Harz
Herzberg am Harz (in esperanto Hercbergo) è una città di 12 723 abitanti, della Bassa Sassonia, in Germania.
Appartiene al circondario (Landkreis) di Osterode am Harz (targa OHA).
Dall'11 luglio 2006 la città porta il nome di "Herzberg am Harz — die Esperanto-Stadt/ la Esperanto-Urbo" (lett. "la città dell'esperanto").

## Geografia fisica
Herzberg è situata sul bordo sud delle montagne del Harz e del Parco nazionale dell'Harz. Monumenti naturali nell'area circostante includono la cava dell'Unicorno, il percorso Karst, e la sorgente Rhume.
Il centro della città è posto sul fiume Sieber, circa 32 km a nord-est di Gottinga e a 90 km a sud-est del capoluogo Hannover. L'area municipale comprende i villaggi di Lonau, Pöhlde, Scharzfeld, e Sieber.

## Cultura
La città è nota anche con l'appellativo di "Città Esperantista di Herzberg am Harz" dato che la locale associazione (club) esperantista è stata così attiva da far ribattezzare in questo modo la città dal consiglio comunale nel 2006.